# 小行星210434
小行星210434（210434 Fungyuancheng），臨時編號2008 YH14，是一顆位於小行星帶的小行星。由鹿林天文台於2008年12月20日發現。
該小行星以被譽為現代生物力學之父的馮元楨命名，他是著名的馮式定理的作者。。